# Doll Domination
„Doll Domination“ е вторият и последен студиен албум на американската група „Пусикет Долс“, издаден през септември 2008 г. Албумът заема 4-то място в класацията „Билборд“ за албуми, с продадени общо 5 милиона копия в света. От албума са издадени общо 5 сингъла – „When I Grow Up“, „Whatcha Think About That“, „I Hate This Part“, „Out of This Club“ и „Bottle Pop“. През 2009 г. са издадени и няколко варианта EP („The Mini Collection“), мини албум („Doll Domination 2.0“), компилация („Doll Domination 3.0“) и всички бонус тракове („Doll Domination“ + бонус песни). От преиздадените версии са издадени общо 2 сингъла, „Jai Ho! (You Are My Destiny)“ и „Hush Hush; Hush Hush“.

## Списък с песните

### Оригинално издание
1. „When I Grow Up" – 4:05
2. „Bottle Pop" (със Снуп Дог) – 3:30
3. „Whatcha Think About That" (с Миси Елиът) – 3:48
4. „I Hate This Part" – 3:39
5. „Takin' Over the World" – 3:35
6. „Out of This Club" (с Ар Кели и Полоу да Дон) – 4:08
7. „Who's Gonna Love You" – 4:00
8. „Happily Never After" – 4:49
9. „Magic" – 3:41
10. „Halo" – 5:24
11. „In Person" – 3:36
12. „Elevator" – 3:41
13. „Hush Hush" – 3:48
14. „Love the Way You Love Me" – 3:21
15. „Whatchamacallit" – 4:19
16. „I'm Done" – 3:18

### Интернационално издание
1. „Lights, Camera, Action" (с Ню Кидс он дъ Блок) – 3:45
2. „Baby Love" (JR Remix) (Никол Шерцингер и Уил Ай Ем) – 4:42
3. „Perhaps, Perhaps, Perhaps" – 2:15

### Интернационално дигитално издание
1. „When I Grow Up" (Ralphi Rosario Club Remix)

### Френско дигитално издание
1. „When I Grow Up" (Ralphi Rosario радио remix)

### Делукс издание (Диск 2)
1. „If I Was a Man" (Джесика) – 3:31
2. „Space" (Мелъди) – 3:08
3. „Don't Wanna Fall In Love" (Кимбърли) – 3:21
4. „Played" (Ашли) – 3:20
5. „Until U Love U" (Никол) – 3:38

### Преиздания

#### Стандартно преиздание
1. „When I Grow Up" – 4:05
2. „Bottle Pop" (със Снуп Дог) – 3:30
3. „Whatcha Think About That" (с Миси Елиът) – 3:48
4. „I Hate This Part" – 3:39
5. „Takin' Over the World" – 3:34
6. „Out of This Club" (с Ар Кели и Полоу да Дон) – 4:08
7. „Who's Gonna Love You" – 4:49
8. „Happily Never After" – 4:49
9. „Magic" – 3:41
10. „Halo" – 5:24
11. „In Person" – 3:36
12. „Elevator" – 3:41
13. „Hush Hush; Hush Hush" – 4:13
14. „Love the Way You Love Me" – 3:21
15. „Whatchamacallit" – 4:19
16. „I'm Done" – 3:18
17. „Jai Ho! (You Are My Destiny)" (с A. R. Rahman и Никол Шерцингер) – 3:42
18. „Top of the World" – 3:14
19. „Painted Windows" – 3:35

#### Немско преиздание
1. „Takin' Over the World" (We Love to Entertain You) – 3:35

#### Немско EP издание
1. „Jai Ho! (You Are My Destiny)" (с A. R. Rahman и Никол Шерцингер) – 3:42
2. „Top of the World" – 3:14
3. „Painted Windows" – 3:34
4. „Hush Hush; Hush Hush" – 4:13
5. „When I Grow Up" – 3:42
6. „I Hate This Part" – 3:38
7. „Bottle Pop" (албумна версия; със Снуп Дог) – 3:42
8. „Takin' Over the World" (We Love to Entertain You Mix) – 3:35

#### Doll Domination 2.0 (Австралийско издание)
1. „When I Grow Up" – 4:05
2. „I Hate This Part" – 3:39
3. „Jai Ho! (You Are My Destiny)" (с A. R. Rahman и Никол Шерцингер) – 3:42
4. „Hush Hush; Hush Hush" – 4:13
5. „Top of the World" – 3:14
6. „Halo" – 5:24
7. „Painted Windows" – 3:34
8. „Bottle Pop" (със Снуп Дог) – 3:30
9. „Takin' Over the World" – 3:34
10. „I'm Done" – 3:18

#### Doll Domination 3.0 (Британско издание)
1. „When I Grow Up" – 4:04
2. „Bottle Pop" (със Снуп Дог) – 3:30
3. „Whatcha Think About That" (с Миси Елиът) – 3:48
4. „I Hate This Part" – 3:39
5. „Takin' Over the World" – 3:35
6. „Hush Hush; Hush Hush" – 4:13
7. „Out of This Club" (с Ар Кели и Полоу да Дон) – 4:08
8. „Who's Gonna Love You" – 4:00
9. „Happily Never After" – 4:49
10. „Magic" – 3:41
11. „Jai Ho! (You Are My Destiny)" (с A. R. Rahman и Никол Шерцингер) – 3:46
12. „Halo" – 5:24
13. „In Person" – 3:36
14. „Elevator" – 3:41
15. „Hush Hush" – 3:48
16. „Love the Way You Love Me" – 3:21
17. „Whatchamacallit" – 4:20
18. „Painted Windows" – 3:34
19. „I'm Done" – 3:18
20. „Perhaps, Perhaps, Perhaps" – 2:14

## Сертификации
| Държава         | Сертификат | Продажби |
| --------------- | ---------- | -------- |
| Австралия       | Платинен   | 70 000   |
| Белгия          | Златен     | 10 000   |
| Канада          | Платинен   | 40 000   |
| Франция         | Златен     | 50 000   |
| Германия        | Златен     | 50 000   |
| Ирландия        | Платинен   | 15 000   |
| Швейцария       | Златен     | 15 000   |
| Великобритания  | Златен     | 205 881  |
| Арабски държави | Златен     | 3000     |